# Ines Sastre
Inés Sastre Moratón (n. 21 noiembrie 1973  în Valladolid, Spania) este o actriță și fotomodel din Spania. Ea a câștigat în anul 1989 titlul de Elite Model Look la un concurs de frumusețe. În prezent lucrează ca manechin în Londra și Paris.

## Filmografie

### 1980
- El Dorado (1988)
- Johanna d'Arc of Mongolia (1988)

### 1990
- Fuga dal paradiso (1990)
- Sabrina (1995)
- Par-delà les nuages (Al di là delle nuvole/Beyond the Clouds) (1995)
- Faire un film pour moi c'est vivre (documentar, 1995)
- Beyond the Clouds (1995)
- Il testimone dello sposo (The Best Man, 1997)
- The Count of Monte Cristo (1998 miniseries) (1998)
- Estela Canto, un amor de Borges (1999)
- Vercingétorix, la légende du druide roi (1999)

### 2000
- Vidocq (2000)
- Torrente 2: Misión en Marbella (2000)
- Volpone (2003)
- Io No (2003)
- The Lost City (2005) ca Aurora Beltran
- La cena per farli conoscere (2007)